# Brian Nickels
Brian „Sonny“ Nickels (* 17. August 1965 in London, England; † 15. Januar 2020 in West London) war ein britischer Stuntman, Stunt Coordinator, Schauspieler und Boxer. Von 1985 bis 1989 war er als Profi-Boxsportler im Superleichtgewicht aktiv.

## Leben
Nickels wurde am 17. August 1965 in London geboren. Ab 1985 begann er als Profisportler Boxkämpfe in der Gewichtsklasse des Superleichtgewichts zu bestreiten. Sein erstes Match hatte er am 14. Oktober 1985 gegen seinen Landsmann Tony Vaughan, das er bereits in der ersten Runde durch ein technisches KO gewinnen konnte. Seine erste Niederlage erfuhr er am 19. März 1987 gegen den Briten Wayne Weekes. Sein einziges Titelmatch bestritt er am 21. März 1989 gegen Winston Spencer um den vakanten Titel des BBBofC Southern Area Super Light. Er wurde in der ersten Runde von Schiedsrichter Roy Francis aufgrund eines absichtlichen Anstoßens disqualifiziert. Nach dieser Niederlage zog er sich vom Boxsport zurück. Ab 1994 war er mit Simone Nickels verheiratet. Die beiden hatten zwei Kinder.
Ab 1997, durch Mitwirkungen in den Filmen Die Abenteuer des Odysseus und James Bond 007 – Der Morgen stirbt nie, war er als Stuntman und ab 1998 zusätzlich als Stunt Coordinator tätig. In diesen Funktionen wirkte er unter anderen in Blockbustern wie Harry Potter und die Heiligtümer des Todes – Teil 1, Pirates of the Caribbean – Fremde Gezeiten, Harry Potter und die Heiligtümer des Todes – Teil 2, Captain America: The First Avenger, James Bond 007: Skyfall, Fast & Furious 6, Thor – The Dark Kingdom, Guardians of the Galaxy, James Bond 007: Spectre, Wonder Woman und Fast & Furious 9 mit. Bereits 1990 debütierte er im Film Die Krays in der Rolle des Frank auch als Filmschauspieler. Größere Rollen erhielt er 2013 in Numbers Station als Bouncer und in Der Abenteurer – Der Fluch des Midas als Grimm. Einem breiteren Publikum wurde er durch seine Rolle im Film Jason Bourne bekannt, in diesem er in der Eröffnungsszene mit dem von Matt Damon dargestellten Hauptcharakter einen unerbittlichen Boxkampf bestreitet.
Nickels verstarb am 15. Januar 2020 im Alter von 54 Jahren in West London an einem Herzstillstand. Ihm wurde die erste Staffel von Bridgerton gewidmet. Weitere Widmungen erhielt er 2021 in den Filmproduktionen Cash Truck und Die wundersame Welt des Louis Wain.

## Filmografie (Auswahl)

### Stunts
- 1997: Die Abenteuer des Odysseus (The Odyssey, Fernsehzweiteiler)
- 1997: James Bond 007 – Der Morgen stirbt nie (Tomorrow Never Dies)
- 1998: Merlin (Fernsehzweiteiler)
- 1998: London’s Burning (Miniserie, 2 Episoden)
- 1998: Grafters (Fernsehserie, Episode 1x06)
- 1999: Sleepy Hollow
- 2000: Arabian Nights – Abenteuer aus 1001 Nacht (Arabian Nights, Fernsehfilm)
- 2000: Command Approved
- 2001: Die Mumie kehrt zurück (The Mummy Returns)
- 2001: Band of Brothers – Wir waren wie Brüder (Band of Brothers, Fernsehserie, Episode 1x05)
- 2002–2003: Barbara (Fernsehserie, 2 Episoden)
- 2003: Doc Martin and the Legend of the Cloutie (Fernsehfilm)
- 2003: Unterwegs nach Cold Mountain
- 2006: Rebus (Fernsehserie, Episode 2x02)
- 2006: Flug 93 (United 93)
- 2006: Stormbreaker
- 2007: Der Goldene Kompass (The Golden Compass)
- 2007: Das Vermächtnis des geheimen Buches (National Treasure: Book of Secrets)
- 2010: Wolfman
- 2010: Ashes to Ashes – Zurück in die 80er (Ashes to Ashes, Fernsehserie, Episode 3x06)
- 2010: Harry Potter und die Heiligtümer des Todes – Teil 1 (Harry Potter and the Deathly Hallows – Part 1)
- 2011: Pirates of the Caribbean – Fremde Gezeiten (Pirates of the Caribbean: On Stranger Tides)
- 2011: Harry Potter und die Heiligtümer des Todes – Teil 2 (Harry Potter and the Deathly Hallows – Part 2 )
- 2011: Captain America: The First Avenger
- 2012: Safe House
- 2012: John Carter – Zwischen zwei Welten (John Carter)
- 2012: James Bond 007: Skyfall (Skyfall)
- 2013: Fast & Furious 6
- 2013: Thor – The Dark Kingdom (Thor: The Dark World)
- 2014: Guardians of the Galaxy
- 2014: Exodus: Götter und Könige (Exodus: Gods and Kings)
- 2015: James Bond 007: Spectre (Spectre)
- 2017: Wonder Woman
- 2017: The Foreigner
- 2017: Der seidene Faden (Phantom Thread)
- 2018: Sick Note (Fernsehserie, Episode 2x07)
- 2019: Wenn du König wärst (The Kid Who Would Be King)
- 2019: The Informer
- 2021: Fast & Furious 9 (F9)
- 2021: Killer’s Bodyguard 2 (The Hitman’s Wife’s Bodyguard)

### Stuntkoordination
- 1998: London’s Burning (Miniserie, 2 Episoden)
- 2001: Intimacy
- 2004: Footballers’ Wives (Fernsehserie, Episode 3x07)
- 2004: Das Phantom der Oper (The Phantom of the Opera)
- 2006: Children of Men
- 2006: Breaking and Entering – Einbruch & Diebstahl (Breaking and Entering)
- 2006: Flyboys – Helden der Lüfte (Flyboys)
- 2007: Life on Mars – Gefangen in den 70ern (Life on Mars, Fernsehserie, Episode 2x07)
- 2007: True Dare Kiss (Fernsehserie, Episode 1x03)
- 2007: Das Bourne Ultimatum (The Bourne Ultimatum)
- 2008: The Last Enemy (Miniserie, Episode 1x03)
- 2008: Doomsday – Tag der Rache (Doomsday)
- 2009: Bronson
- 2009: Sherlock Holmes
- 2010: Centurion
- 2010: Robin Hood
- 2010: Downton Abbey (Fernsehserie, Episode 1x06)
- 2010–2012: Merlin – Die neuen Abenteuer (Merlin, Fernsehserie, 2 Episoden)
- 2011: Game of Thrones (Fernsehserie, 3 Episoden)
- 2012: Zorn der Titanen (Wrath of the Titans)
- 2012: White Heat (Miniserie, 2 Episoden)
- 2012: Snow White and the Huntsman
- 2012: The Crime
- 2013: Jack and the Giants (Jack the Giant Slayer)
- 2013: R.E.D. 2 (RED 2)
- 2013: Kick-Ass 2
- 2013: Toy Boy (Fernsehserie, Episode 2x03)
- 2013–2014: Da Vinci’s Demons (Fernsehserie, 3 Episoden)
- 2014: Silent Witness (Fernsehserie, Episode 17x08)
- 2014: The Great Fire (Miniserie, Episode 1x04)
- 2015: Avengers: Age of Ultron
- 2015: The Bad Education Movie
- 2016: Ramez Plays with Fire (Fernsehserie, 5 Episoden)
- 2016: Legend of Tarzan (The Legend of Tarzan)
- 2016: Jason Bourne
- 2016: Ben Hur (Ben-Hur)
- 2016: Phantastische Tierwesen und wo sie zu finden sind (Fantastic Beasts and Where to Find Them)
- 2017: Kingsman: The Golden Circle
- 2018: Ready Player One
- 2018: Deep State (Fernsehserie, 6 Episoden)
- 2018: Jurassic World: Das gefallene Königreich (Jurassic World: Fallen Kingdom)
- 2018: A Very English Scandal (Miniserie, Episode 1x02)
- 2018: Peterloo
- 2019: Fighting with My Family
- 2019: Killing Eve (Fernsehserie, Episode 2x05)
- 2019: Fast & Furious: Hobbs & Shaw (Fast & Furious Presents: Hobbs & Shaw)
- 2019: Poldark (Fernsehserie, Episode 5x05)
- 2019: Angel Has Fallen
- 2019: This Way Up (Fernsehserie, Episode 1x05)
- 2019: Last Christmas
- 2020: Die fantastische Reise des Dr. Dolittle (Dolittle)

### Schauspiel
- 1990: Die Krays (The Krays)
- 1997: London’s Burning (Fernsehserie, Episode 10x09)
- 2000: The Bill (Fernsehserie, Episode 16x07)
- 2001: Das B-Team: Beschränkt und auf Bewährung (The Parole Officer)
- 2002: Capone’s Boys – Blood Tough (Al’s Lads)
- 2005: Murphy’s Law (Fernsehserie, Episode 3x01)
- 2007: Der Goldene Kompass (The Golden Compass)
- 2008: Fifth Street (Kurzfilm)
- 2013: Numbers Station (The Numbers Station)
- 2013: Der Abenteurer – Der Fluch des Midas (The Adventurer: The Curse of the Midas Box)
- 2014: Blood Money (Kurzfilm)
- 2015: The Codex (Kurzfilm)
- 2015: Macbeth
- 2016: Breakdown
- 2017: Taboo (Fernsehserie, 2 Episoden)
- 2019: Whiskey Cavalier (Fernsehserie, Episode 1x05)
- 2020: Unlucky Number 7 (Kurzfilm)

## Liste der Profikämpfe
| Jahr | Tag           | Ort                                         | Gegner / Kampfziel | Ergebnis für Nickels         |
| ---- | ------------- | ------------------------------------------- | ------------------ | ---------------------------- |
| 1985 | 14. Oktober   | Southwark, Vereinigtes Königreich           | Tony Vaughan       | Sieg / TKO 1. Runde          |
| 1985 | 28. November  | Bethnal Green, Vereinigtes Königreich       | A M Milton         | Sieg / KO 1. Runde           |
| 1986 | 27. Februar   | Bethnal Green, Vereinigtes Königreich       | Pat Loftus         | Sieg / TKO 1. Runde          |
| 1986 | 24. April     | Bethnal Green, Vereinigtes Königreich       | Les Remikie        | Punktsieg 6. Runde           |
| 1986 | 29. Mai       | Bethnal Green, Vereinigtes Königreich       | Tommy Kelliher     | Punktsieg 6. Runde           |
| 1986 | 29. Oktober   | Piccadilly, Vereinigtes Königreich          | Noel Rafferty      | Sieg / TKO 1. Runde          |
| 1986 | 21. November  | Maidenhead, Vereinigtes Königreich          | John Townsley      | Sieg / TKO 1. Runde          |
| 1987 | 22. Januar    | Maidenhead, Vereinigtes Königreich          | Andrew Furlong     | Punktsieg 6. Runde           |
| 1987 | 22. Februar   | Grand Hall, Wembley, Vereinigtes Königreich | Chubby Martin      | Sieg / TKO                   |
| 1987 | 19. März      | Bethnal Green, Vereinigtes Königreich       | Wayne Weekes       | Niederlage / TKO 1. Runde    |
| 1987 | 30. April     | Bethnal Green, Vereinigtes Königreich       | Tim O’Keefe        | Punktsieg 6. Runde           |
| 1987 | 12. Oktober   | Mayfair, Vereinigtes Königreich             | Ray Newby          | Punktsieg 6. Runde           |
| 1987 | 2. Dezember   | Grand Hall, Wembley, Vereinigtes Königreich | Robert Smyth       | Punktsieg 6. Runde           |
| 1988 | 3. Februar    | Grand Hall, Wembley, Vereinigtes Königreich | Paul Seddon        | Niederlage / TKO 1. Runde    |
| 1988 | 16. Mai       | Piccadilly, Vereinigtes Königreich          | Tony Borg          | Punktniederlage 6. Runde     |
| 1988 | 21. September | Basildon, Vereinigtes Königreich            | Joey Joynson       | Sieg / TKO                   |
| 1988 | 31. Oktober   | Bedford, Vereinigtes Königreich             | Ian Honeywood      | Punktsieg 6. Runde           |
| 1988 | 16. Dezember  | Brentwood, Vereinigtes Königreich           | Dean Bramhald      | Punktsieg 6. Runde           |
| 1989 | 24. Januar    | Wandsworth, Vereinigtes Königreich          | Oliver Henry       | Niederlage / TKO 1. Runde    |
| 1989 | 21. März      | Wandsworth, Vereinigtes Königreich          | Winston Spencer    | Niederlage, Disqualifikation |